# Skiritai
Bei den Skiritai (altgriechisch: Σκιρῖται) handelt es sich um die freien Bewohner einer Landschaft im bergigen Norden des spartanischen Staatswesens, an der Grenze zu Arkadien. Aufgrund der strategischen Bedeutung für Sparta – durch die Skiritis verläuft die Straße nach Norden – wurden die Skiritai frühzeitig von den Spartanern unterworfen und erhielten den Status der Periöken.
Laut Stephan von Byzanz waren die Skiritai arkadischen Ursprungs, in Xenophons "Staatswesen der Lakedämonier" spielen sie eine hervorgehobene Rolle: Sie dürfen als einzige vor dem König ins Feld marschieren und verrichteten den Späh- und Wachdienst der spartanischen Armee. Laut Thukydides, der im Buch V (67 und 68) den Aufbau des spartanischen Heeres und die Schlacht bei Mantineia beschreibt, kämpfen die Skiritai am gefährdeten linken Flügel der Phalanx. Im Buch IV, Abschnitt 2 der "Kyropädie" (Erziehung des Kyros) vergleicht Xenophon sie mit der hyrkanischen Kavallerie, die von den Assyrern weder in gefährlichen Situationen noch in anstrengenden Unternehmungen geschont wurden, ähnlich wie die Lakedämonier ihre Skiriten einsetzten.